# Ed Skrein
Edward George Skrein (/skraɪn/;London, Camden, 1983. március 29.–) angol színész, filmrendező, forgatókönyvíró és rapper.
Zenéivel nemzetközi sikereket ért el, majd független filmek vagy televíziós sorozatok színészeként vált ismertté. Az ezt követő években híressé vált azáltal, hogy a Trónok harca című televíziós sorozat harmadik évadjában Daario Naharist alakította. Skrein még nagyobb elismerésre tett szert, amikor a gazember Francis Freemant / Ajaxot alakította a Deadpool (2016) szuperhős-vígjátékfilmben.
Skrein Jason Statham helyére lépett a A szállító – Örökség című akciófilmben (2015), később pedig az Alita: A harc angyala (2019) című filmben ábrázolta a beképzelt fejvadász kiborg Zappant. Ugyanebben az évben Dick Best hadnagyként szerepelt a Midway (2019) háborús filmben.

## Gyermekkora
Skrein az angliai Camdenben (London) született, és más londoni kerületben, Haringeyben és Islingtonban nevelkedett. Angol és osztrák-zsidó származású. Skrein a Fortismere iskolába járt. Diplomáját a Byam Shaw Művészeti Iskolában szerezte, továbbá egy állami felsőfokú művészeti iskolában, BA Hons képzőművészeti festő szakot végzett.

## Pályafutása

### Zene
2004-ben Skrein kiadott egy három számot tartalmazó EP-t a Dented Records kiadóval. 2007-ben adta ki a The Eat Up című első albumát. Különféle művészekkel működött együtt, többek között; Foreign Beggars, Asian Dub Foundation, Plan B, Dubbledge és Doc Brown. Később, ugyanebben az évben Skrein kiadta a Pre-Emptive Nostalgia EP-t a A State of Mind elnevezésű csoporttal. 2009-ben Skrein együttműködött Dr Syntax rapperrel, hogy a Scene Stealers együttműködési album Skreintax néven megjelenjen.

### Színészet
2019. november 8-án, Roland Emmerich Midway című nagy sikerű filmjében szerepelt, Mandy Moore, Patrick Wilson, Luke Evans, Aaron Eckhart, Nick Jonas, Dennis Quaid és Woody Harrelson mellett.

### Rendezés és forgatókönyvírás
Skrein a Little River Run című rövid drámafilm rendezésével és megírásával debütált, amelyet 2020. július 20-án tett közzé Instagramján.

## Magánélete
12 éves kora óta Skrein a Greenwich Leisure Limited úszóedzője volt, olyan szabadidős központokban dolgozott, mint a Caledonian Road Pool, a Gym és az Archway Pool.

## Filmográfia

### Film
| Év   | Cím                                  | Eredeti cím                            | Szerep                 | Magyar hang            | Rendező               |
| ---- | ------------------------------------ | -------------------------------------- | ---------------------- | ---------------------- | --------------------- |
| 2012 |                                      | Piggy                                  | Jamie                  |                        | Kieron Hawkes         |
| 2012 | Ill Manors – Rázós környék           | Ill Manors                             | Ed                     |                        | Ben Drew              |
| 2012 | Sweeney – A törvény ereje            | The Sweeney                            | David                  |                        | Nick Love             |
| 2014 | Északiak: A viking saga              | Northmen: A Viking Saga                | Hjorr                  | Barabás Kiss Zoltán    | Claudio Fäh           |
| 2015 | A bosszú kardja                      | Sword of Vengeance                     | Treden                 | Varga Rókus            | Jim Weedon            |
| 2015 |                                      | Tiger House                            | Callum                 |                        | Thomas Daley          |
| 2015 | Végezz a barátaiddal                 | Kill Your Friends                      | Danny Rent             |                        | Owen Harris           |
| 2015 | A szállító – Örökség                 | The Transporter Refueled               | Frank Martin Jr.       | Horváth Illés          | Camille Delamarre     |
| 2016 | Deadpool                             | Deadpool                               | Francis Freeman / Ajax | Fenyő Iván             | Tim Miller            |
| 2016 | A modell                             | The Model                              | Shane White            |                        | Mads Matthiesen       |
| 2018 | Sötétségben                          | In Darkness                            | Marc                   | Horváth-Töreki Gergely | Anthony Byrne         |
| 2018 | Patrick – Ebbel szebb az élet        | Patrick                                | állatorvos             | Kamarás Iván           | Mandie Fletcher       |
| 2018 | Tau                                  | Tau                                    | Alex                   |                        | Federico D'Alessandro |
| 2018 | Ha a Beale utca mesélni tudna        | If Beale Street Could Talk             | Bell rendőrtiszt       | Fehér Tibor            | Barry Jenkins         |
| 2019 | Alita: A harc angyala                | Alita: Battle Angel                    | Zapan                  | Fenyő Iván             | Robert Rodríguez      |
| 2019 |                                      | Born a King                            | Philby                 |                        | Agustí Villaronga     |
| 2019 | Demóna: A sötétség úrnője            | Maleficent: Mistress of Evil           | Borra                  | Szatory Dávid          | Joachim Rønning       |
| 2019 | Midway                               | Midway                                 | Dick Best hadnagy      | Horváth Illés          | Roland Emmerich       |
| 2021 | A meztelen egyediség                 | Naked Singularity                      | Craig                  | Barabás Kiss Zoltán    | Chase Palmer          |
| 2021 |                                      | Mona Lisa and the Blood Moon           | Fuzz                   |                        | Ana Lily Amirpour     |
| 2022 | Egykor híres voltam                  | I Used to Be Famous                    | Vince Denham           | Makranczi Zalán        | Eddie Sternberg       |
| 2023 | Rebel Moon – 1. rész: A tűz gyermeke | Rebel Moon – Part One: A Child of Fire | Atticus Noble          | Szatory Dávid          | Zack Snyder           |
| 2024 | Rebel Moon – 2. rész: A sebejtő      | Rebel Moon – Part Two: The Scargiver   | Atticus Noble          | Szatory Dávid          | Zack Snyder           |
| 2025 | Jurassic World: Újjászületés         | Jurassic World: Rebirth                | Bobby Atwater          | Dévai Balázs           | Gareth Edwards        |

### Televízió
| Év   | Magyar cím         | Eredeti cím                 | Szerep         | Megjegyzés                                 |
| ---- | ------------------ | --------------------------- | -------------- | ------------------------------------------ |
| 2013 | Trónok harca       | Game of Thrones             | Daario Naharis | 3 epizód                                   |
| 2013 | Az alagút          | The Tunnel                  | Anthony Walsh  | 3 epizód                                   |
| 2023 | A láthatatlan fény | All the Light We Cannot See | Rudolf Seidler | mellékszereplő magyar hangja Horváth Illés |

## Diszkográfia

### Stúdióalbumok
| Cím        | Részletek                                                                 |
| ---------- | ------------------------------------------------------------------------- |
| The Eat Up | - Megjelenés: 2007 - Cím: Dented Records - Formátum: CD, Digital download |

### Középlemezek
| Cím                                          | Részletek                                                                 |
| -------------------------------------------- | ------------------------------------------------------------------------- |
| Mind Out/Once Upon a Skrein                  | - Megjelenés: 2004 - Cím: Dented Records - Formátum: CD, Digital download |
| Pre-Emptive Nostalgia (with A State of Mind) | - Megjelenés: 2007 - Cím: Dented Records - Formátum: CD, Digital download |
| Scene Stealers (with Dr Syntax)              | - Megjelenés: 2009 - Cím: Skreintax - Formátum: CD, Digital download      |

## Díjak és jelölések
- Deadpool (2016): MTV Movie Award a legjobb küzdelmi jelenetért (Ryan Reynoldssal)
 Jelölve – Teen Choice Awards a választott filmes gazembernek
Jelölve – Teen Choice Awards a legjobb filmes gazembernek